# Persone di nome Renato/Politici
| Questa pagina contiene informazioni ricavate automaticamente dalle voci biografiche con l'ausilio del template Bio e di un bot. L'aggiornamento è periodico e automatico e ricostruisce completamente la pagina. Se manca una persona in questa lista, sei pregato di non aggiungerla, ma accertati piuttosto che la sua voce biografica contenga il template Bio e che i dati anagrafici siano correttamente compilati. Se il template Bio manca, inseriscilo tu stesso o, in alternativa, metti l'avviso {{tmp\|Bio}} che ne segnala la mancanza. Se i dati riportati sono sbagliati, correggi direttamente la voce biografica; le modifiche saranno visibili in questa lista entro pochi giorni. Per chiarimenti vedi il progetto antroponimi. La lista contiene solo le 52 persone che sono citate nell'enciclopedia e per le quali è stato implementato correttamente il template Bio. Pagina aggiornata al 23 feb 2025. |

Questa è una lista di persone presenti nell'enciclopedia che hanno il nome Renato e sono politici.

## A(4)
- Renato Albertini, politico e partigiano italiano (Parma, n. 1928 - Parma, † 2006)
- Renato Alpini, politico italiano (Terni, n. 1918 - † 1993)
- Renato Altissimo, politico e imprenditore italiano (Portogruaro, n. 1940 - Roma, † 2015)
- Renato Ascari Raccagni, politico italiano (Forlì, n. 1920 - Forlì, † 2008)

## B(6)
- Renato Ballardini, politico e avvocato italiano (Riva del Garda, n. 1927 - Riva del Garda, † 2025)
- Renato Ballarin, politico italiano (Chioggia, n. 1919 - Ferrara, † 2002)
- Renato Bastianelli, politico italiano (Ancona, n. 1924 - Ancona, † 2010)
- Renato Bitossi, politico, sindacalista e antifascista italiano (Firenze, n. 1899 - Roma, † 1969)
- Renato Borrelli, politico italiano (Napoli, n. 1926 - † 2019)
- Renato Brunetta, politico e economista italiano (Venezia, n. 1950)

## C(8)
- Renato Cambursano, politico italiano (Chivasso, n. 1947)
- Renato Capacci, politico italiano (Rimini, n. 1955)
- Renato Cappugi, politico italiano (Firenze, n. 1901 - † 1980)
- Renato Cati, politico e ambasciatore italiano (Ferrara - Ferrara, † 1608)
- Renato Cebrelli, politico italiano (Rivanazzano Terme, n. 1923 - † 1993)
- Renato Chabod, politico, avvocato e alpinista italiano (Aosta, n. 1909 - Ivrea, † 1990)
- Renato Colombo, politico italiano (Adria, n. 1925 - † 1994)
- Renato Corà, politico italiano (Montecchio Maggiore, n. 1929 - Resana, † 2015)

## D(2)
- Renato Degli Esposti, politico italiano (Pianoro, n. 1920 - Roma, † 1997)
- Renato Donazzon, politico italiano (Mansuè, n. 1940 - Mansuè, † 2014)

## E(1)
- Renato Ellero, politico italiano (Venezia, n. 1944)

## F(2)
- Renato Farina, politico, scrittore e opinionista italiano (Desio, n. 1954)
- Renato Finelli, politico italiano (Pavullo nel Frignano, n. 1929 - Modena, † 2006)

## G(4)
- Renato Garibaldi, politico e medico italiano (Cabella Ligure, n. 1931 - Pavia, † 2017)
- Renato Gnocchi, politico italiano (Arezzo, n. 1921 - Firenze, † 1982)
- Renato Gozzi, politico italiano (Verona, n. 1915 - † 1999)
- Renato Grilli, politico italiano (Borgo Val di Taro, n. 1945 - † 2003)

## L(2)
- Renato Cayetano, politico, conduttore televisivo e avvocato filippino (San Carlos, n. 1934 - Muntinlupa, † 2003)
- Renato Locchi, politico italiano (Umbertide, n. 1947)

## M(4)
- Renato Massari, politico italiano (Milano, n. 1920 - Milano, † 2012)
- Renato Meduri, politico e giornalista italiano (Siderno, n. 1937)
- Renato Monti, politico e sindacalista italiano (Gardanne, n. 1921 - † 2001)
- Renato Morelli, politico e avvocato italiano (Campobasso, n. 1905 - Roma, † 1977)

## O(1)
- Renato Ognibene, politico, partigiano e sindacalista italiano (Modena, n. 1928 - † 2007)

## P(5)
- Renato Pagni, politico italiano (Bientina, n. 1902 - Pisa, † 1981)
- Renato de' Pazzi, politico italiano (Firenze, n. 1442 - Firenze, † 1478)
- Renato Pilade, politico italiano (Imperia, n. 1927 - Sanremo, † 2017)
- Renato Pollini, politico italiano (Grosseto, n. 1925 - Firenze, † 2010)
- Renato Puoti, politico e avvocato italiano (Napoli, n. 1910 - Napoli, † 1949)

## R(3)
- Renato Ravasio, politico italiano (Chignolo d'Isola, n. 1945)
- Renato Ricci, politico e generale italiano (Carrara, n. 1896 - Roma, † 1956)
- Renato Rinaldi, politico italiano (Napoli, n. 1910)

## S(4)
- Renato Sandri, politico, partigiano e saggista italiano (Marcaria, n. 1926 - Mantova, † 2019)
- Renato Schifani, politico italiano (Palermo, n. 1950)
- Renato Scionti, politico, partigiano e docente italiano (Firenze, n. 1909 - Bari, † 1985)
- Renato Strada, politico italiano (Crema, n. 1950)

## T(5)
- Renato Tega, politico e partigiano italiano (Spello, n. 1887 - Bologna, † 1955)
- Renato Walter Togni, politico italiano (Nole, n. 1955)
- Renato Tozzi Condivi, politico e avvocato italiano (Ascoli Piceno, n. 1902 - † 1977)
- Renato Treu, politico italiano (Moggio Udinese, n. 1910 - † 1997)
- Renato Turano, politico italiano (Castrolibero, n. 1942 - Chicago, † 2021)

## Z(1)
- Renato Zangheri, politico e storico italiano (Rimini, n. 1925 - Imola, † 2015)